# Svetlana Školina
Svetlana Školina (Jarcevo, 1. travnja 1986.), ruska atletičarka, svjetska prvakinja u skoku u vis iz 2013. godine. Osim svjetskog zlata, Školina ima i brončanu medalju s Olimpijskih igara u Londonu 2012. godine. Visoka je 187 centimetara i teška 66 kilograma.

## Osobni rekordi
| Prostor      | Disciplina | Osobni rekord | Mjesto održavanja              | Datum              |
| ------------ | ---------- | ------------- | ------------------------------ | ------------------ |
| Na otvorenom | skok u vis | 2.03 m        | London, Ujedinjeno Kraljevstvo | 11. kolovoza 2012. |
| U dvorani    | skok u vis | 2.03 m        | Moskva, Rusija                 | 17. kolovoza 2013. |

## Vanjske poveznice
- Svetlana Školina profil na IAAF-u